# Горёкаку
Горёкаку (яп. 五稜郭 горё:каку, Пятиугольный форт) — несохранившееся фортификационное сооружение в японском городе Хакодате префектуры Хоккайдо. Первая и самая большая крепость в Японии, построенная по европейскому образцу бастионной системы укреплений. На месте крепости ныне разбит парк, унаследовавший звездообразную форму форта.

## Краткие сведения
План возведения Горёкаку был предложен сёгунату Токугава градоначальником (бугё) Хакодате в июле 1854 года, после подписания Канагавского договора, с целью отражения угрозы продвижения Российской империи на юг Японского архипелага. Крепость строилась с 1857 по 1864 год под руководством Такэда Наруаки, выходца из княжества Одзу провинции Иё. Он самостоятельно овладел европейской наукой фортификации по ввезённым голландским книгам.
Площадь Горёкаку составляла 251,4 тысяч м2, а высота стен — 5 м. Бастионы в форме пятиконечной звезды позволяли вести обстрел противника из крепости без «мёртвых зон». На юго-западе располагался равелин. Стены окружал ров, который был наполнен водой и укреплен валом. В крепости находилось более 30 служебных зданий и наблюдательная башня.
В мае 1868 года Императорское правительство открыло в крепости городской суд Хакодате, председателем которого назначили Симидзудани Киннару. Однако после битвы при Хакодате она перешла в руки сепаратистов во главе с Эномото Такэаки, которые провозгласили на Хоккайдо республику Эдзо. Крепость оставалась за ними до июня 1869 года, когда была взята Императорскими войсками. Во время штурма большинство зданий и башня были повреждены.
В 1873 году Горёкаку перешла в ведение Министерства армии Японии, затем в 1914 году её перестроили в городской парк сакур, а в 1952 году занесли в реестр особых исторических памятников Японии. Со второй половины XX века на территории бывшего фортификационного комплекса работает филиал Музея Хакодате и музей-арсенал.